# Nosaj Thing
Nosaj Thing (настоящее имя — Джэйсон Чон) — американский музыкант, из Лос-Анджелеса, Калифорния. Создавал треки для таких исполнителей, как Кендрик Ламар, Кид Кади, Нокандо и наиболее часто — для Chance the Rapper.

## История
Джэйсон Чанг увлекся музыкой с молодых лет и наибольшее влияние на его ранние треки оказал хип-хоп. В 12 лет музыкант освоил базовые навыки создания звука на электропроигрывателе, а позже и на компьютере. С тех пор выступал под псевдонимом Nosaj Thing на различных фестивалях и шоу, включая Коачелла- фестиваль в городе Индио, штат Калифорния.
Дебютный EP выпустил в 2006 году — Views/Octopus.
Первый альбом Drift был выпущен позже, в 2009 году, при поддержке лейбла Alpha Pup Records в Лос Анджелесе. Ремикс на этот альбом вышел в следующем году. Следующий альбом был выпущен в 2013 году под названием Home. Nosaj Thing имеет собственный лейбл — Timetable. В 2015 году выпустил альбом Fated.